# 布赛 (德塞夫勒省)
布赛（法語：Boussais，法語發音：[busɛ]）是法国德塞夫勒省的一个市镇，属于帕尔特奈区。

## 地理
布赛（46°49'48"N, 0°14'53"W）面积19.72 平方千米，位于法国新阿基坦大区德塞夫勒省，该省份为法国西部内陆省份，北起曼恩-卢瓦尔省，西接旺代省，南至夏朗德省和滨海夏朗德省，东临维埃纳省。
与布赛接壤的市镇（或旧市镇、城区）包括：格莱奈、艾尔沃、希謝、费拉贝斯、迈松捷。

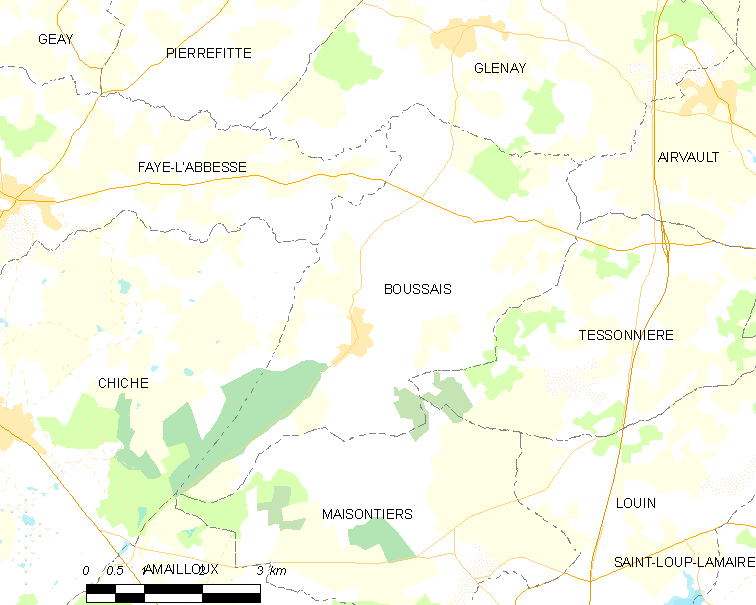
的OSM定位图

布赛的时区为UTC+01:00、UTC+02:00（夏令时）。

## 行政
布赛的邮政编码为79600，INSEE市镇编码为79047。

## 政治
布赛所属的省级选区为图埃河谷县。

## 人口

1962-2008年间人口变化图示

布赛于2022年1月1日时的人口数量为448人。